# 不完整的比較
不完整的比較（incomplete comparison）是一種非形式謬誤，係透過不完整而難以駁斥的斷言證成觀點。然而，正因為其不完整，因而也無法有效證成觀點。

## 示例
「甲公司的產品比乙公司的產品更好。」
這是不完整的斷言，較完整的斷言應該像：「甲公司的產品比乙公司的產品較便宜。」「甲公司的產品銷售量比乙公司的產品高。」等等。如此我們才能藉由比較雙方的價格、銷售量以證成或駁斥其說詞。

## 外部連結
- （英文）Incomplete Comparisons（页面存档备份，存于）